# Escorca
Escorca är en kommun i Spanien. Den ligger i den autonoma regionen Balearerna i östra delen av landet. Antalet invånare är 203 (2024). Escorca ligger på ön Mallorca.